# جو هاسلواندر
جو هاسلواندر (انگلیسی: Joe Hasselvander؛ زادهٔ ۳۰ دسامبر ۱۹۵۶) موسیقی‌دان اهل ایالات متحده آمریکا است. وی از سال ۱۹۶۶ میلادی تاکنون مشغول فعالیت بوده است.